# Li Helan
Li Helan, född 2 januari 1978, är en friidrottare från Kina. Hon deltog vid olympiska sommarspelen 2004.